# رومان غريفين دافيس
رومان غريفين دافيس (بالإنجليزية: Roman Griffin Davis)‏ (مواليد 5 مارس 2007) هو طفل ممثل بريطاني. اشتهر بدور البطولة في فيلم الأرنب جوجو سنة 2019.

## نشأته ومسيرته الفنية
ولد رومان دافيس في مدينة لندن في 5 مارس 2007. وهو ابن المصور السينمائي بين ديفيس والمخرجة والكاتبة كاميل غريفين. يعيش في أسرة تتكون من والديه وأخويه التوأم غيبي وهاردي، وتستقر العائلة في منطقة شرق ساسكس.
ظهوره الأول كان من خلال فيلم الكوميديا السوداء الساخر الأرنب جوجو سنة 2019 للمخرج تايكا وايتيتي، شارك أخويه التوأم أيضاً بالفيلم بلقطة قصيرة حول استنساخ هتلر للأطفال في مجمعات دويتشز يونغفولك. تم ترشيح ديفيس للحصول على 6 جوائز عن أدائه في Jojo Rabbit وفاز بجائزتي اختيار الفيلم النقاد لأفضل أداء للشباب، وجائزة جمعية نقاد السينما في منطقة واشنطن لأفضل أداء جديد.

## الأفلام
| السنة | الفيلم      | الدور         | ملاحظات     |
| ----- | ----------- | ------------- | ----------- |
| 2019  | الأرنب جوجو | جوهانس "جوجو" |             |
| 2020  | جون وو      |               | تحت التنفيذ |

## روابط خارجية
- رومان غريفين دافيس على موقع IMDb (الإنجليزية)
- رومان غريفين دافيس على موقع ألو سيني (الفرنسية)
- رومان غريفين دافيس على موقع قاعدة بيانات الفيلم (الإنجليزية)